# Албано-северомакедонские отношения
Албано-северомакедонские отношения — двусторонние дипломатические отношения между Албанией и Северной Македонией. Протяжённость государственной границы между странами составляет 181 км. Страны являются полноправными членами Совета Европы и НАТО, а также ведут переговоры о вступлении в Европейский союз.

## История
В Северной Македонии проживает крупная албанская община, что представляет интерес для соседней Албании. В 1990-х годах проблемы, связанные с албанской общиной, вызвали обеспокоенность в Албании по поводу возможной дестабилизации обстановки в новом македонском государстве и возможного вмешательства Сербии. Президент Албании Сали Бериша стал одним из первых государств, признавших Северную Македонию в апреле 1993 года. Страна была признана Албанией под временным обозначением Организации Объединённых Наций (ООН) как «Бывшая югославская Республика Македония», сокращённо «БЮРМ».
Сали Бериша считал существование независимой Македонии важным для албанских интересов в разделении Греции и Сербии (в то время входившей в состав Союзной Республики Югославия) и в предотвращении любого возможного окружения Албании. В то время тесные отношения между Грецией и Сербией были для Сали Бериши мотивацией к установлению тесных двусторонних отношений с Республикой Македонией, помимо политических и экономических вопросов. Признание независимости Республики Македонии Сали Беришей привело к критике со стороны политической оппозиции в Албании за отказ от уступок по поводу статуса албанского меньшинства в Республики Македонии. Позиция Сали Бериши заключалась в том, что «независимая Македония лучше, чем Македония под Милошевичем». Греция дала резкий ответ относительно признания Албании и была недовольна этим действием .
Сепаратистские настроения среди албанцев в Республике Македонии были негативно восприняты Албанией с целью дальнейшей стабилизации нового государства. Сали Бериша пытался за счёт ограниченного влияния побудить албанское меньшинство встроиться в политическую систему Македонии и направить свои усилия на стабилизацию страны. В первые годы спора об именовании, Республика Македония находилась под экономическим эмбарго со стороны Греции. Греция предложила название «Славомакедония» в качестве решения проблемы, и Сали Бериша, наряду с другими албанцами в этом регионе, выступил категорически против того, чтобы Македония приняла это название. Албания оказала поддержку Македонии, предложив в пользование свою транспортную и портовую инфраструктуру. В отличие от Сали Бериши, позиция политической оппозиции Социалистической партии и Демократического альянса очень напоминала позицию Греции по спору об именовании Македонии. Они критиковали политическую платформу албанского правительства в отношении Республики Македонии как «терпимую и часто безответственную». Проблемы, связанные с положением и обращением с албанской общиной в македонском государстве, продолжали мешать руководству обеих стран налаживать хорошие отношения .
В середине июня 1993 года произошел пограничный инцидент. Встреча была организована македонской стороной, которая позже закончилась смертью высокопоставленного офицера разведки албанской пограничной службы так как македонские пограничники застрелили его. Военному атташе офицера удалось вернуться в Тирану и сообщить об инциденте, который, согласно источникам западных военных, чуть не спровоцировал войну между обеими странами. Происходили другие пограничные инциденты и Европейский союз направил наблюдателей в Албанию с целью разместить их на этой стороне границы. Другие события, такие как предполагаемая причастность албанских элит в Республики Македонии к военному скандалу, а также поддержка радикальной группы в Партии демократического процветания привели к двусторонней напряжённости. Республика Македония критиковала Албанию за её меняющуюся позицию и обвинила во вмешательстве во внутренние дела. США вмешались и оказали давление на Албанию с целью восстановления её отношений с Македонией. Позже Сали Бериша сдержал радикальное крыло Партии демократического процветания и предпринял действия, чтобы уладить разногласия и укрепить связи с Македонией.
В мае 1994 года состоялась встреча на высшем уровне между президентом Сали Беришей и президентом Республики Македонии Киро Глигоровым, посвящённая сотрудничеству в области инфраструктуры, вопросам меньшинств и укреплению двусторонних отношений. Руководство Республики Македонии положительно оценило саммит, и вначале были предприняты шаги по укреплению отношений. Позже в некоторых заявлениях македонских официальных лиц указывалось, что страна не будет предпринимать серьёзных изменений в отношении албанского меньшинства, чтобы улучшить связи с Албанией. В Республике Македонии официальные лица придерживались мнения, что Албания находится в слабом положении из-за напряжённости в отношениях с Грецией и Сербией. Вступление Республики Македонии в европейские организации и снижение напряжённости в споре об именовании с Грецией дали ей минимальный стимул к установлению более тесных отношений с Албанией.
В феврале 1995 года была предпринята попытка открыть албанский университет в Республике Македонии, но это было пресечено полицией. Албания официально заявила, что ситуация с университетом может склонить её к «пересмотру» политики в отношении своего соседа. Внутренние политические силы оказали давление на правительство Албании, чтобы те отреагировали, однако, хотя те и были недовольны событиями, их реакция была сдержанной. К концу 1996 года внутренние политические проблемы не позволили Албании и Республике Македонии предпринять попытки дальнейшего развития двусторонних отношений.
После землетрясения в Албании 26 ноября 2019 года Северная Македония направила 100 000 евро финансовой помощи, а также дроны с тепловизионными камерами для поиска выживших под завалами. Также были отправлены команды спасателей и механическое оборудование для расчистки завалов.

## Дипломатические представительства
- Албания имеет посольство в Скопье[12].
- Северная Македония содержит посольство в Тиране[13].